# Dražen Mužinić
Dražen Mužinić (født 25. januar 1953 i Split, Jugoslavien) er en tidligere jugoslavisk/kroatisk fodboldspiller (midtbane).
Han spillede det meste af sin karriere hos Hajduk Split i sin fødeby. I 1980 rejste han til England, hvor han de følgende to sæsoner var tilknyttet Norwich City. Norwich betalte en pris på 300.000 britiske pund for Mužinić, men hans tid i klubben blev grundet dårlige præstationer og sprogproblemer en skuffelse.
Mužinić spillede i årene mellem 1974 og 1979 32 kampe og scorede ét mål for det jugoslaviske landshold. Han var med i landets trup til VM i 1974 i Vesttyskland og til EM i 1976 på hjemmebane.